# رشا إسماعيل
رشا أحمد علي إسماعيل (بالإسبانية: Rasha Ahmed Ismail)‏ أكاديمية ومترجمة مصرية، شغلت منصب رئيس قسم اللغة الإسبانية بكلية الآداب جامعة القاهرة حتى عام 2013 وأستاذة الأدب الحديث والمعاصر، ومُديرة المركز القومي للترجمة لمدة عام، خلفًا لكاميليا صبحي.
كانت رشا إسماعيل من ضمن 28 نائبًا عُينوا بمجلس النواب بموجب قرار جمهوري عام 2015، حيث كانت عُضوة في لجنة التعليم والبحث العلمي بالبرلمان قبيل التقدم باستقالتها عام 2020 وفقًا للمادة 391 من لائحة البرلمان الداخلية. جاءت استقالتها عقب انتدابها مُلحقًا ثقافيًا بمعهد الدراسات الإسلامية بمدريد في إسبانيا.